# Фальков, Михаил
Михаил Фальков (ивр. מיכאל פלקוב‎; англ. Falkov Michael; 1977, Рига, Латвийская ССР, СССР — август 2014, Первомайск, Украина). С 1 августа 2004 года по 1 февраля 2005 года — глава пресс-службы партии «Наш дом Израиль»; советник председателя партии Авигдора Либермана по информации.
С 1 июля 2007 года по 1 февраля 2008 года — штатный советник по связям с русскоязычными СМИ и странами СНГ председателя партии «Ликуд» Биньямина Нетаньяху.
С 2 апреля 2009 года по 15 октября 2012 года — стратегический советник министра иностранных дел Израиля Авигдора Либермана по связям с республиками Средней Азии.
Бывший руководитель американского информационно-аналитического центра Axis Information and Analysis, основатель израильского сайта Izrus, бывший редактор ближневосточного отдела проекта Agentura.ру.

## Биография
Михаил Фальков родился в 1977 года в Латвии. Репатриировался в Израиль с родителями и братом в 1990 году. 
В 1995—1999 проходил службу в израильской армии.
После этого был инструктором оперативной разведки израильской армии в Южном Ливане.

### Эксперт по региональной безопасности
В 2000—2004 годах Фальков работал в израильской газете «Новости недели» и в московском еженедельнике «Версия» (холдинг «Совершенно секретно»), был редактором ближневосточного отдела Agentura.ру, публиковался в Независимой газете, Русском Журнале, на сайте Yтро.ру. Большинство его публикаций было посвящено спецслужбам и проблемам безопасности на Ближнем Востоке, в Средней Азии, на Кавказе. В августе 2000 года в СМИ было впервые опубликовано досье на Исламское движение Узбекистана и его лидеров, автором которого был Фальков. Оно цитировалось в документах западных исследовательских центров RAND Corporation, The American Foreign Policy Council, брюссельской Международной группы по предотвращению кризисов (ICG).
В 2003—2005 годах Фальков выступал экспертом телеканалов «Израиль-плюс» и RTVi по вопросам безопасности на Ближнем Востоке; экспертом 10-го канала ТВ Израиля и государственной радиостанции «Решет Бет» по вопросам безопасности в Центральной Азии и Кавказа.
В 2003—2005 годах Фальков был докладчиком экспертных форумов в Казахстане и Узбекистане по вопросам безопасности в Центральной Азии, организованных Казахстанским институтом стратегических исследований (КИСИ) при президенте Казахстана и Институтом стратегических и межрегиональных исследований (ИСМИ) при президенте Узбекистана.

### Работа в партии «Наш дом Израиль»
С октября 2004 по февраль 2005 Фальков работал стратегическим советником председателя партии «Наш дом Израиль» Авигдора Либермана и его советником по связям с прессой на русском языке и на иврите. По официальной версии, он занимал пост руководителя партийной пресс-службы. По информации The Jerusalem Post, Фальков был стратегом партии.

### Англоязычный проект AIA
В 2005—2006 годах под псевдонимом Michel Elbaz Фальков основал и руководил американским информационно-аналитическим центром Axis Information and Analysis (AIA).
AIA работал в странах ЕС, Балкан, Южного Кавказа, Центральной Азии, в России, Турции, Израиле. В штат AIA входили журналисты, бывшие дипломаты, бывшие офицеры секретных служб нескольких стран Азии и Восточной Европы.
AIA спровоцировал серию скандалов в странах Восточной Европы, особенно в балтийских республиках. В октябре 2005 на публикацию AIA публично отреагировал премьер-министр Эстонии Андрус Ансип, в марте 2006 — президент Латвии Вайра Вике-Фрейберга. В апреле 2006 в связи с одной из публикаций состоялось специальное совещание Латвийского Бюро по защите Конституции SAB.
Латвийский телеканал LNT посвятил AIA три специальных репортажа в апреле-мае 2006. В январе 2006 Фальков (под псевдонимом Michel Elbaz) по одной из публикаций AIA консультировал BBC Two (редакция программы Newsnight), в апреле 2006 — австралийский телеканал SBS. 9 декабря 2006 интервью с Фальковым (он выступал под псевдонимом Sami Rozen) транслировалось CNN в выпусках World News.
Редактор по вопросам внешней политики эстонского издания DELFI Мартин Хелме так оценивал AIA:
У них очень обширная сеть источников в разных странах. Думаю, это — своего рода прикрытие для некоей операции ЦРУ или другой спецслужбы. Они опираются на людей, которые хорошо разбираются в конкретной тематике
.
Британский журналист Эдвард Лукас провел расследование деятельности Фалькова и созданного им AIA. В книге «Spies, Lies and How Russia Dupes the West» он предположил, что это был проект ФСБ.
Предполагаемая роль AIA в качестве активного участника разведывательной операции была очень короткой… Важным здесь была комбинация, использованная наверняка не в последний раз, анонимности, предоставляемой интернетом, с человеческими ресурсами, которые русская диаспора предоставляет Москве в сфере разведки и безопасности.

### Советник председателя партии «Ликуд»
В 2007—2008 годах Фальков работал советником по «русским» делам председателя партии «Ликуд» Биньямина Нетаньяху. Фальков разрабатывал стратегию «Ликуда» по работе с русскоязычными СМИ, и занимался консолидацией внутрипартийных групп русскоязычных активистов.
В октябре 2007 газеты «Едиот Ахронот», «Маарив», «Гаарец» и почти все крупные сайты на иврите обвинили Фалькова, что он проводит праворадикальную политику в работе русского сайта партии «Ликуд» и с русскоязычными активистами. Пресс-служба партии от имени Нетаньяху принесла извинения за экстремистские материалы на русском сайте, и сайт был закрыт. Работу с русскоязычными активистами канцелярия Нетаньяху прекратила.
По мнению активистов «Ликуда», скандал был спровоцирован партией «Кадима», руководство которой опасалось роста популярности «Ликуда» среди русскоязычных избирателей.

### «Рупор Либермана»
В 2008 году Фальков основал и возглавил израильский русскоязычный сайт Izrus. Газета «Гаарец» называла его «рупором Либермана» (председателя партии «Наш дом Израиль»). Газета «Маарив» писала о новой работе Фалькова:
Фальков — гораздо большее, чем просто журналист, так же, как он был гораздо больше, чем просто советник по связям со СМИ, когда работал с председателем партии «Наш дом Израиль» Авигдором Либерманом и председателем «Ликуда» Биньямином Нетаньяху. Сеть источников и связей, которую он создал, достигает канцелярий президентов на постсоветском пространстве. Михаил Фальков также обладает сетью качественных источников в специальных службах Израиля, таких как Шабак, Моссад, и бывшая разведывательная структура Натив, ответственная за репатриацию из Советского Союза. С его точки зрения, любой человек, говорящий по-русски, который чего-то добился в этой стране, включая олигархов, для него — объект интереса.
В июле 2009 на сайте Фалькова была опубликована скандальная статья о развратном поведении израильских дипломатов. В статье утверждалось, что ситуация в МИДе была ужасающей, «пока не появился новый министр» Авигдор Либерман. Газета «Маарив» сообщала, что эта публикация вызвала негодование работников МИДа. В адрес гендиректора министерства были направлены возмущенные письма сотрудников. Газета напоминала, что статья на сайте Izrus появилась после того, как работники МИДа выступили против решения Либермана назначить своего кандидата послом в Каире. Газета «Гаарец» отмечала, что редакция Izrus действует по указке Либермана.
В сентябре 2009 адвокат Фалькова подал в Мировой суд Тель-Авива иск о клевете против «Гаарец». В мае 2010, в соответствии с решением суда, газета «Гаарец» опубликовала опровержение своей информации о Фалькове и его сайте. Сайт 9-го канала ТВ Израиля сообщал:
Впервые одно из центральных израильских изданий выполнило обязательства, взятые на себя в результате иска, поданного русскоязычным медиа-ресурсом, в том числе публично признало собственные ошибки.
Свое удовлетворение судебным вердиктом выразили глава парламентской коалиции и фракции «Ликуд» Зеэв Элькин, глава парламентской фракции «Наш дом Израиль» Роберт Илатов, депутаты от фракции «Кадима» Марина Солодкина и Роберт Тивьяев, президент Федерации еврейских общин России (ФЕОР) Александр Борода, руководство Российского еврейского конгресса (РЕК), глава департамента Евроазиатского еврейского конгресса (ЕАЕК) по связям с общественностью и СМИ Роман Спектор.
Были случаи, когда публикации Фалькова провоцировали скандалы и в республиках бывшего СССР. Последний такой случай (в августе 2011 года) был вызван сообщением Фалькова об израильском гражданстве мэра Киева Леонида Черновецкого. Сайт NEWSru.co.il писал, что эта публикация «стала одной из наиболее цитируемых… новостей в украинском сегменте интернета». Пользуясь сообщением Фалькова оппозиция в Киевском горсовете потребовала проведения досрочных выборов мэра, а тогдашний зампредседателя Верховной Рады Николай Томенко заявил, что будет инициировать изменения в закон об избрании депутатов всех уровней и замещении должностей в госорганах.

После парламентских выборов в Израиле в январе 2013 года Фальков прекратил публичную деятельность. В конце апреля 2013 на сайте Ассоциации русскоязычных журналистов Израиля было опубликовано сообщение: 
Михаил Фальков покинул должность генерального директора компании IzRus LTD и главного редактора одноимённого портала. Как сообщается в редакционном заявлении, данный шаг обусловлен причинами личного характера.

### Исчезновение
Ведущий передачи «Ха-макор» 10-го канала ТВ Израиля Рази Баркаи:
Известный человек, обладавший связями в высших сферах, вдруг исчезает. Однажды его будто земля поглотила. С того момента, в течение месяцев, об этой персоне говорят исключительно шепотом и о нём слагают легенды: жив или мертв, выполняет ли секретные задания спецслужб? В данном конкретном случае это — не киносценарий, это — реальность. У этого человека есть имя. Его зовут Миша Фальков. Он был владельцем новостного сайта на русском языке, но в первую очередь советником Либермана, работал в канцелярии главы правительства, и был очень близок к Нафтали Бенету. Видео
25 августа 2014 года российское информагентство REGNUM, со ссылкой на источник в информационно-аналитическом центре Совета национальной безопасности и обороны Украины (СНБО), сообщило о гибели Фалькова:
Две недели назад во время боев за Первомайск личным составом украинского добровольческого батальона «Донбасс» был обнаружен обгоревший труп, на котором имелся израильский паспорт № 10933029 на имя Falkov Michael, 1977 г.р.
…Силовики в Киеве подозревают, что смерть израильтянина наступила не в результате огнестрельного или осколочного ранения, а вследствие пыток. Командованию «антитеррористической операцией» (АТО) было доложено о трупе с израильским паспортом почти через неделю после обнаружения.
REGNUM представил такую версию гибели Фалькова:
Было установлено, что погибший — не самый обычный израильтянин. В недавнем прошлом Михаил Фальков, 1977 г.р., был штатным советником председателя партии «Ликуд» Биньямина Нетаньяху, занимающего в настоящее время пост премьер-министра Израиля. Ранее Фальков был стратегическим советником другого влиятельного израильского политика — Авигдора Либермана, который теперь занимает пост министра иностранных дел. Фальков имел дружеские отношения с ещё одним членом правительства — министром экономики Нафтали Бенетом. Тот был непосредственным начальником Фалькова во время работы у Нетаньяху.
В СНБО не исключают, что этот личный момент может сыграть роль в реакции Тель-Авива на украинские события. До сих Израиль не поддержал санкций Запада против России. Но министр иностранных дел Либерман сохраняет теплые отношения с новой киевской властью. Поэтому украинские чиновники стараются убедить израильтян в том, что Фальков якобы стал жертвой российских спецслужб.

Все крупные СМИ Израиля сообщили об исчезновении Фалькова, со ссылкой на REGNUM, 6—7 января 2015 года в связи с полицейским расследованием подозрений о коррупции в руководстве партии «Наш дом Израиль». Большинство сходилось к двум версиям: Фальков погиб или инсценировал свою гибель. Сообщалось, что прошло уже пять месяцев после сообщения REGNUM, но власти не опровергли и не подтвердили гибель Фалькова. Ещё сообщалось, что Фальков «не единственный свидетель, который „испарился“ или исчез в историях, связанных с именем Либермана». Было уже шесть человек, включая проживающих в России и Молдавии, которые должны были дать показания против Либермана, но «умерли, исчезли или забыли детали». 7 января 2015 министр иностранных дел Либерман назвал сообщения СМИ об исчезновении Фалькова бредом и выдумкой. Он заявил:
Года два назад Фальков развелся с женой — журналисткой Натальей Каневской, и после этого и Михаил, и Наталья уехали из Израиля — в разные страны и по разным поводам.  Видео

15 января 2015 года вышел документальный фильм о Михаиле Фалькове. В сюжете документального расследования корреспондент газеты «Едиот ахронот» на Украине Эдуард Докс дает интервью Десятому каналу: 
Так как официальные власти в Израиле и на Украине никак не отреагировали на сообщения о гибели Фалькова, я не сомневался, что это правда. Потому я попытался собрать дополнительную информацию. Один мой знакомый адвокат рассказал, что он встретил кого-то, кто служил в батальоне «Донбасс» и говорил, что видел тело Фалькова и его паспорт. И у того человека нет сомнений, что это труп Фалькова. Очень странная история. Они нашли его на улице…  Это видео стартует с момента 6 мин 13 с
Автор фильма Равив Друкер:
…Уже два года как пропал человек, который обладал огромным количеством информации. Пропал он не просто так, а на фоне разрыва с одним из ведущих политических деятелей страны (Авигдором Либерманом)… Что известно Шабаку и Мосаду, я не знаю. Но, по крайне мере, правоохранительным органам неизвестно, где он находится и что с ним случилось. Это говорит о том, что он очень хорошо замел следы, если это он сам хотел замести следы… И все это происходит уже два года, и ни у кого нет ответа, где этот человек. Его брат работает в контрразведке, но он сказал, что не связывался с ним лично, а лишь говорил с кем-то высокопоставленным…  Это видео стартует с момента 16 мин 44 с
После парламентских выборов 2015 года Либерман заявил, что история об исчезновении Фалькова использовалась против партии «Наш дом Израиль» во время предвыборной кампании:
Каждый день выдавалась очередная порция дикого бреда… Появлялись какие-то детективные истории: то, сё, Фальков, похитили, убили. Какой-то полный бред. И вот, несмотря на лавину этого бреда мы выжили и набрали шесть мандатов, что я считаю достижением.
Последняя попытка разыскать Фалькова была сделана в июне 2016 журналистами The Marker. В статье сказано, что разыскать бывшего советника Либермана не удалось.

### Коррупционный скандал
В январе 2015 полиция Израиля внесла Фалькова в список подозреваемых по делу о коррупции в партии «Наш дом Израиль». В скандале оказались замешаны крупные функционеры партии, в том числе замминистра внутренних дел Фаина Киршенбаум и бывший министр туризма Стас Мисежников. Фальков подозревался в том, что отмывал деньги посредством публикации рекламы на сайте Izrus, а затем переводил средства различным организациям и частным лицам.

### Обвинения в политическом шантаже и рэкете
По сообщению газеты «Едиот Ахронот», в ноябре 2012 Фальков потребовал от заместителя министра иностранных дел Даниэля Аялона ежемесячные выплаты в 15 тысяч шекелей, как будто за пиар. В статье сообщалось, что руководство партии «Наш дом Израиль» оказывало давление на Аялона, чтобы он согласился с требованиями Фалькова. Но Аялон отказался платить. По версии «Едиот Ахронот», это стало причиной того, что в декабре 2012 он не был включён в список кандидатов партии «Наш дом Израиль» на предстоящих парламентских выборах, после которых (январь 2013 года) политической карьере Аялона пришёл конец.
Фальков опроверг эти обвинения и сразу после их публикации подал иск о клевете против «Едиот Ахронот». Но судебное разбирательство не получило развития: весной 2013 года Фальков исчез.
В сообщении информагентства REGNUM о гибели Фалькова говорилось:
Фальков ещё использовал этот сайт (Izrus) как прикрытие для сбора компрометирующей информации о чиновниках и бизнесменах в России и на Украине, имеющих гражданство Израиля, недвижимость или родственников в этой стране. Другим объектом его интересов являлись израильские чиновники, политики, бизнесмены — эмигранты из бывшего Советского Союза. С заказчиками конфиденциальной информации Фалькова, как правило, сводила Киршенбаум. За это её деятельность освещалась на сайте Фалькова чаще, чем других израильских политиков… Несколько лет назад депутат Элькин рассказал коллеге из Совета Федерации, что т. н. архив Фалькова состоит из сотен папок, в которых собрана информация о тысячах русскоязычных израильтян и сотнях российских и украинских чиновников и бизнесменов.

### Политические связи
Автор документального фильма 10-го канала ТВ Израиля о Фалькове Равив Друкер охарактеризовал как человека, имеющего тесные отношения с первыми лицами государства

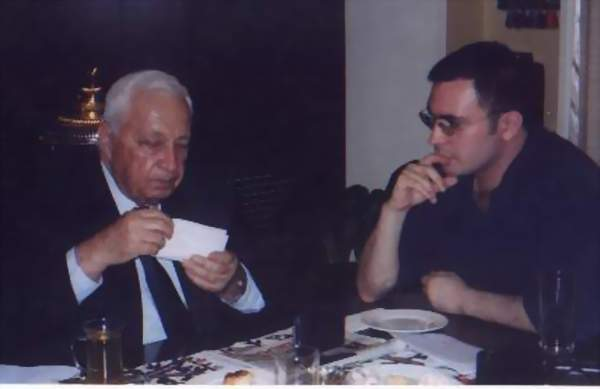
Ариэль Шарон и Михаил Фальков

### Связи с режимом Каримова
В декабре 2004 Фальков был официальным представителем партии «Наш дом Израиль» на парламентских выборах в Узбекистане. Он восхвалял режим Ислама Каримова в выступлениях на израильской государственной радиостанции «Решет Бэт» и в правительственных СМИ Узбекистана.
С марта 2004 по декабрь 2005 Фальков сформировал сеть информаторов в Восточном Иерусалиме, Рамалле, Наблусе с целью сбора информации об исламистской организации «Хизб ут-Тахрир». С этой же целью им была сформирована группа мониторинга палестинских, иорданских и ливанских открытых источников. На основе собранной информации Фальковым готовились текущие сводки и аналитические обзоры, которые затем передавались послу Узбекистана в Израиле Ойбеку Усманову. В феврале 2005 Фальковым была передана Усманову картотека с досье активистов «Хизб ут-Тахрир» на Ближнем Востоке, в Англии, и Центральной Азии. Усманову были также переданы перевод и анализ документов Службы общей разведки Иордании по стратегии и тактике «Хизб ут-Тахрир» в период 1952—1967 годов (с экстраполяцией на текущую деятельность этой организации, в том числе в Центральной Азии).
8 мая 2005 Фальков сообщил Усманову о готовящихся беспорядках в Андижане, которые начались 12 мая. Информацию об этом Фальков получил от израильских спецслужб.
С началом беспорядков в Андижане, по инициативе Усманова, Фальков со своими помощниками проводил освещение этих событий с позиций узбекских властей в СМИ Израиля, России и в международных сетевых ресурсах на английском языке.
По просьбе Усманова Фальков убедил председателя партии «Наш дом Израиль» Либермана направить личное послание президенту Каримову с выражением поддержки в связи с событиями в Андижане. Либерман стал единственным западным политиком, выступившим в поддержку властей Узбекистана в связи с событиями в Андижане.
В июне — июле 2005 года Фальков привлёк к участию в кампании в поддержку режима Каримова бывшего представителя разведки «Моссад» в СНГ Реувена Динэля. Его выступления были опубликованы в СМИ на иврите и английском языках.
С 2009 года Фальков был консультантом Либермана по Средней Азии.

## Цитирование
На материалы Фалькова, опубликованные в разные годы в России и Израиле, ссылались доклады американских мозговых трестов:
RAND Corporation
- Faultlines of Conflict in Central Asia and the South Caucasus
- The Muslim world after 9/11

The Heritage Foundation
- A Threat to the West: The Rise of Islamist Insurgency in the Northern Caucasus and Russia’s Inadequate Response

The Jamestown Foundation
- The De-baathification Of Iraq

The American Foreign Policy Council
- Uzbekistan

В документах WikiLeaks Фальков упоминается два десятка раз по имени Michael Falkov, Mikhail Falkov или Mik hail Falkov. Во всех случаях это связано с информацией, которую он публиковал, когда был руководителем сайта Izrus.